# Wumpscut:
:Wumpscut: (vaak tussen twee dubbele punten geschreven) is een Duits industrial-project, dat in 1991 door Rudy Ratzinger gesticht werd. Hij is tevens het enige lid van de groep.

## Geschiedenis
Ratzinger, afkomstig uit Gangkofen, trok op zijn achttiende naar Landshut, alwaar hij een opleiding tot industrieel koopman volgde en vervolgens enkele jaren werkte. Van 1989 tot 1991 was hij actief als dj in de discotheek Pipeline nabij München, in welke hoedanigheid hij gothic- en EBM-muziek draaide. Hij experimenteerde met synthesizers en sampling, en richtte in 1991 :Wumpscut: op. Deze naam is, aldus Ratzinger, een volledig zelf uitgevonden woord, dat zodoende ook niets betekent.
Het nummer 'Soylent Green', van zijn debuutalbum uit 1993, was meteen een alternatieve hit. Deze titel verwijst naar de gelijknamige film uit 1973. In 1995 stichtte Ratzinger zijn eigen muzieklabel, Beton Kopf Media, waarop sedertdien al zijn werk verschenen is. Het label Mental Ulcer Forges, dat hij in 1996 oprichtte, brengt van tijd tot tijd werk van bevriende of verdienstelijke artiesten uit. Veel uitgaves van :Wumpscut: worden in zeer beperkte oplage uitgebracht, waardoor ze verzamelobjecten zijn geworden.
Ratzinger is daarnaast eveneens als producer actief. Hij werkt tevens onder andere samen met Haus Arafna, Suicide Commando, Das Ich, Der Blutharsch en Kirlian Camera.

## Stijl en receptie
De combinatie van oorspronkelijke elektro-invloeden à la Leæther Strip met duistere, agressieve teksten leidde ertoe dat men de stijl van :Wumpscut: 'industrial voor het einde der tijden' ging noemen. Een duidelijk etiket laat zich er echter moeilijk op kleven, vermits de harde ritmes afgewisseld worden met dansbare, rustiger stukken. Over het algemeen genomen zijn de nummers die als singles uitgebracht werden als een soort hardcore-industrial of elektro te bestempelen; de overige, die men op de albums terugvindt, vallen stilistisch moeilijk te omschrijven en vertonen kenmerken van dark ambient en noise.
Een cruciaal kenmerk van :Wumpscut: is provocatie door middel van tekst en symboliek; het project werd daardoor weleens van fascistische denkbeelden verdacht. Het logo van :Wumpscut: is een portret van de menseneter Fritz Haarmann, dat mogelijkerwijze aan Adolf Hitler doet denken. De teksten handelen over geweld, misdaden en het christendom als bijzonder boosaardig kwaad. Er zitten bijwijlen choquerende samples in, zoals een kinderstem die declameert: „Op een dag zullen we al die smerige nikkers en joden doden, en dan zal alles schoon zijn.“.
Op 6 juli 2001 greep in Witten een satanistische moord plaats, waarbij het koppel Daniel en Manuela Ruda een gemeenschappelijke vriend van hen ombracht. Zij hadden het, enigszins verward, over „Kadaververwertungs-Anstalt - Bunkertor 7 - Dachau“; Bunkertor 7 is een werk van :Wumpscut:. Het boulevardblad Bild meende hierin een verwijzing naar de band te herkennen, en smeerde de verdenking dat de muziek van :Wumpscut: tot geweld aanzette breed uit. Als reactie hierop schreef Ratzinger het nummer 'Ruda'. 
In 2003 kwam de band wederom in opspraak, nadat Ratzinger een remix had gemaakt van het nummer 'Kampf, Sieg oder Tod' van Der Blutharsch, een groep die door nazisymboliek veel controverse oogst. In andere songs zijn daarenboven citaten van Hitler en Goebbels te horen. Rudy Ratzinger zegt hierover op zijn cd's: „Wumpscut is no profascist and/or racist project/act. Free your mind for a second thought...“
De band :Wumpscut: geeft geen live-optredens, en zal dat luidens Ratzinger ook in de toekomst niet doen. Desalniettemin geraakten de maxi-cd's DJ Dwarf One, DJ Dwarf Three en DJ Dwarf Four in de Duitse alternatieve hitlijsten.

## Discografie
- 1993: Music for a Slaughtering Tribe
- 1995: Bunkertor 7
- 1995: Dried Blood of Gomorrha
- 1996: The Mesner Tracks
- 1997: Embryodead
- 1998: Born Again
- 1999: Ich will Dich
- 1999: Totmacher
- 1999: Boeses Junges Fleisch
- 2000: BlutKind/BloodChild
- 2000: I Want You
- 2001: DJ Dwarf One
- 2001: DJ Dwarf Two
- 2001: Deliverance
- 2001: Wreath of Barbs
- 2003: DJ Dwarf Three
- 2003: Preferential Legacy — Music for a German Tribe
- 2004: DJ Dwarf Four
- 2004: Bone Peeler
- 2005: Blutkind Clicked
- 2005: DJ Dwarf Five
- 2005: Evoke
- 2006: Jesus Antichristus/Die Liebe
- 2006: DJ Dwarf Six
- 2006: Cannibal Anthem
- 2006: Killer Archives
- 2007: DJ Dwarf Seven
- 2007: Body Census
- 2008: DJ Dwarf Eight
- 2008: Schädling
- 2009: Fuckit
- 2010: Siamese
- 2011: Schrekk & Grauss, Incorporated

## Trivia
Op 23 september 2008 wordt er in het Finse plaatsje Kauhajoki een bloedbad aangericht. De 22-jarige Matti Juhani Saari schoot op zijn school elf leerlingen dood, verwondde enkele anderen, stichtte brand en schoot vervolgens zichzelf door het hoofd. Op de YouTube site van Matti staan citaten van uit het nummer War (Embryodead) van :Wumpscut: "Whole life is War and whole life is pain and you will fight alone in your personal War " - "Het leven is oorlog en pijn en je zult alleen vechten in jouw persoonlijke oorlog"